# Quatuor Skaz
Le Quatuor Skaz (russe : Квартет «Сказ») (Russ: Квартет «Сказ») est un quatuor de concert utilisant des instruments folkloriques russes : la domra prima, la balalaïka prima, la domra alto et la balalaïka basse. 

## Histoire
Fondé en 1973, Quatuor Skaz a été le pionnier de musique de chambre instrumentale sur les instruments folkloriques russes en URSS. Depuis lors, le Quatuor a activement promu la musique folklorique russe et la musique classique. 
Les enregistrements de Quartet Skaz comprennent plusieurs disques 33 tours et trois CD, ainsi que de nombreux enregistrements pour la radio et la télévision. En 1989, le Quartet a enregistré Balastroika , le premier disque de musique soviétique, produit par PAN Records. En 1994, Quartet Skaz a participé à l'enregistrement de la bande-son du film Catherine la Grande (États-Unis), avec un orchestre symphonique composé de musiciens d'Allemagne, de Hongrie et des États-Unis. Plus tard en 1995, Skaz a joué pour la bande sonore du film Les aventures du jeune Indiana Jones : Voyages avec père (États-Unis). En 2000, Quartet Skaz a enregistré 14 pièces pour un projet de danse folklorique internationale. Russian Disk a produit le disque suivant du Quatuor, Skaz, Russian Folk Quartet, en 2009. En 2016, Skaz a enregistré de la musique pour la bande sonore du film Vermelho Russo (Brésil). Et dans une première pour les instruments folkloriques russes, le quatuor a enregistré un CD de mélodies folkloriques Iraniennes, Tea from a Samovar, produit aux États-Unis en 2017.
Selon Irina Arkhipova, grâce à ses efforts créatifs et sociaux, le Quartet [Skaz] a acquis grande reconnaissance et popularité auprès d'un large public de mélomanes. Pour Yossif Kobzon, Quartet Skaz se caractérise par un son unique, un goût impeccable, un répertoire d’une ampleur extraordinaire et la diversité de la réalisation.

## Récompenses
Le Quatuor Skaz a reçu le Prix Lénine de Komsomol en 1985 pour sa grande maîtrise dans l’exécution et la promotion de la créativité de la musique folklorique chez les jeunes, et il est lauréat du Premier Concours de Moscou pour les Artistes du Concert. Récipiendaire de la Médaille Adam Mickiewicz et Alexandre Pouchkine en Pologne, le Quatuor a reçu des diplômes honorifiques du service militaire russe et de la Garde fédérale de la fédération de Russie et en étranger en Arménie, Mongolie, Népal, Tadjikistan, Ouzbékistan, Venezuela, et les États-Unis.

## Discographie
- Tea from a Samovar (2017, CD, Masherbrum art, États-Unis, MA-54)
- Skaz, Russian Folk Quartet[3], (2009, CD, Russian Disc, Moscou, RD-CD-00858)
- Le Meilleur du quatuor Skaz[6] (лучшее из Репертуара Квартет) (1990, vinyle, Moscou, C20-29229-001)
- Balastroika[2], (1989, CD, Pan Records, Pays-Bas, Pan-139-CD)
- Autour du monde[7] (Вокруг Света) (1983, vinyle, Melodiya, Moscou, C20-19457-003)
- Kalinushka[8] (Калинушка) (1980, vinyle, Melodiya, Moscou, C20 — 14835-36)
- La Pomme magique[9] (Волшебное яблочко) (dramatisation d'une histoire écrite et dirigée par O. Anofriev, avec L. Larina et Quatuor Skaz, 1980, vinyle, Melodiya, Moscou.)
- Skaz: Quatuor d'instruments folkloriques russes[10] (Квартет русских народных инструментов  "Сказ") (1979, vinyle ,Melodiya, Moscou, C20-11839/08998)
- Maison de neige[11] (Снежный Дом) (1977, vinyle, dramatisation d’une fable par A. N. Tolstoï, Melodiya, Moscou)
- Lubok Russ[12] (Русский Лубок) (1977, vinyle, Melodiya, Moscou, C20-08997-8)
- Oh, toi nuit! (Ах, Ты Вечер)[13] (1976, vinyle, Melodiya, Moscou, C22-07257-58)
- L’Ensemble des Perdants[14] (film musical, avec Alla Pougatcheva, G. Leybel et V. Nikolsky, 1976)